# Renault FT

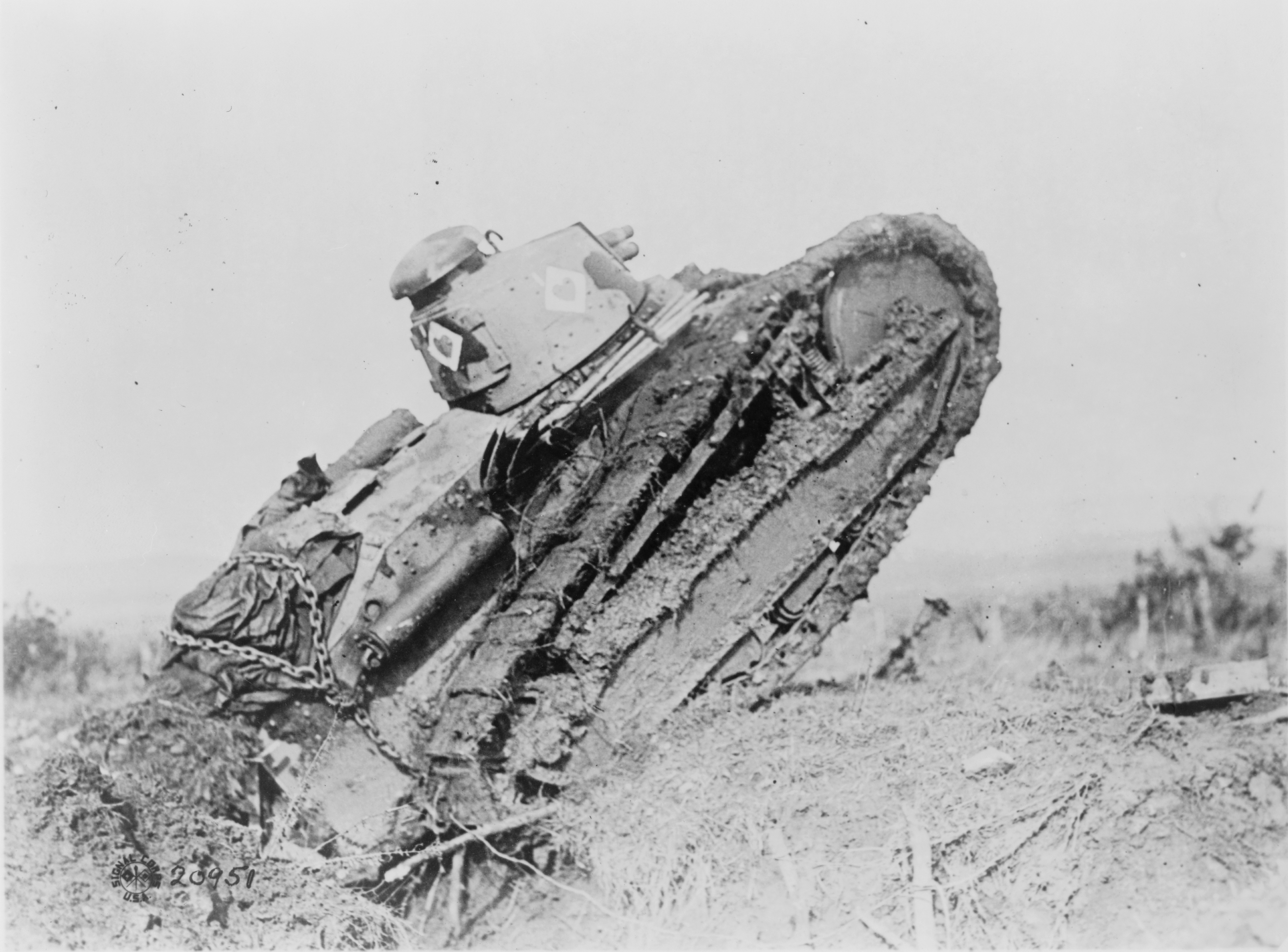
Renault FT im Ersten Weltkrieg

Der Renault FT (die Bezeichnung FT17 oder FT-17 ist verbreitet, wurde aber von Renault nie verwendet) war ein französischer Panzer des Ersten Weltkriegs. Die Konstruktion der Société des Automobiles Renault war so erfolgreich, dass sie für spätere Panzerfahrzeuge prägend war.

## Geschichte

### Stellungskrieg
Der Erste Weltkrieg entwickelte sich anders, als man zuvor gedacht hatte. Nach den Grenzschlachten gewannen französische Truppen mit Unterstützung der British Expeditionary Force die Schlacht an der Marne.
Während der Schlacht an der Aisne (12. bis 28. September 1914) begann der „Wettlauf zum Meer“ (14. September – 19. Oktober 1914) und vom 20. Oktober bis zum 18. November 1914 tobte die blutige Erste Flandernschlacht. Die Westfront erstarrte in einem Stellungskrieg und Grabenkrieg.
Die Stellungen der gegnerischen Parteien waren mit Gräben, Stacheldraht und ständigem Artilleriefeuer für einen Kavallerieangriff nicht mehr geeignet und selbst vorsichtiges Vorarbeiten oder Massensturmangriffe der Infanterie wurden von den gegnerischen Maschinengewehren zusammengeschossen.
Wie zuvor der K.u.K.-Offizier Gunther Burstyn erkannte auch der französische Artillerieoffizier Jean Baptiste Eugène Estienne (1860–1936) den Wert eines auf Gleisketten fahrenden gepanzerten Fahrzeugs. Er hörte davon, dass der Ingenieur Eugène Brillié von Schneider et Cie. gemeinsam mit dem Erfinder und Abgeordneten Jules-Louis Breton (1872–1940) begonnen hatte, ein gepanzertes Kettenfahrzeug zu entwickeln, das auf einem Raupenschlepper der Holt Manufacturing Company basierte, den die beiden in England beim Corps of Royal Engineers gesehen hatten. Es sollte Hindernisse durchbrechen können. Der Offizier war überzeugt, dass dieses Fahrzeug alles verändern würde, und wandte sich an General Joseph Joffre, der einem Treffen mit seinem stellvertretenden Generalstabschef Maurice Janin am 6. Dezember zustimmte. Estienne traf am 20. Dezember 1915 Louis Renault. Dieser lehnte den Bau eines leichten Panzers vorerst ab, weil seine Fabrik mit der Munitionsproduktion völlig ausgelastet war.
Als Mitte Januar 1916, nach einer weiteren Versuchsreihe mit dem Holt-Schlepper, der Generalstab begann, eine Idee zur Nutzung dieser neuartigen Fahrzeuge zu entwickeln, und sich Estienne und Joffre am 18. Januar getroffen hatten, folgte am 31. Januar die Entscheidung, 400 der Schneider-Panzer zu bestellen.
Noch im Februar 1916 wurden zwei Prototypen auf Holt-Fahrgestellen gebaut und am 17. Februar in Vincennes vorgeführt. Nach Freigabe wurde am gleichen Tag mit der Fertigung begonnen.

### Entwicklung
Renault beobachtete das Geschehen und informierte Estienne am 16. Juli, dass man nun doch einen leichten Panzer bei Renault entwickeln würde. Der Hauptkonstrukteur Rodolphe Ernst-Metzmaier war der tatsächliche Erfinder der fortschrittlichen Merkmale wie der selbsttragenden Panzerwanne und des drehbaren Geschützturms.
Noch im August 1916 versuchte Estienne gemeinsam mit dem Parlamentarier Jules-Louis Breton, die Briten auf einer Reise nach London davon abzuhalten, die gleichzeitig entwickelten eigenen Panzer einzusetzen, bevor die französischen Panzer fertig waren. Die britische Armee lehnte dies ab und setzte am 15. September 1916 erstmals die neuen Mark-I-Panzer an der Westfront ein. Auch wenn keine allzu beeindruckenden Ergebnisse erzielt wurden, so galt der Einsatz doch als Erfolg und förderte die französische Entwicklungsarbeit an den neuen Fahrzeugen. Am 27. November fragte das französische Grand Quartier Général (Hauptquartier) bei Renault die Fertigung von 1.000 leichten Panzern an. Es kam zum Konflikt mit dem für Kraftfahrzeuge verantwortlichen General Mouret, der Einfluss nahm und den Auftrag beim Rüstungsminister verhinderte. Nach Einflussnahme von Estienne erhielt Renault am 22. Februar 1917 einen Auftrag über 150 Renault FT.

### Produktion
Robert Nivelle wurde am 14. Dezember 1916 zum Oberbefehlshaber des französischen Heeres (als Nachfolger von General Joseph Joffre). Nivelle verlangte im April 1917, die neue französische Panzertruppe „artillerie spéciale“ am 16. April bei der 5. Armee im Raum Berry-au-Bac einzusetzen. Der Angriff misslang; das Panzerprojekt von Estienne und damit die Aufträge für Renault drohten zu scheitern. Nivelle wurde zum Monatsende durch Pétain ersetzt; der Renault FT wurde weiter produziert.
Nachdem Anfang 1917 einige Prototypen fertiggestellt waren, bestellte die französische Armee bis Juni 1917 3.500 Stück. Produktionsaufträge wurden neben Renault auch an Berliet, Delaunay-Belleville und SOMUA verteilt. Dies führte zu kleineren Unterschieden, vor allem bei der Ausführung des Turms in den Werken dieser Unternehmen. Viele französische und einige britische Unternehmen waren Zulieferer. Für die französische Armee wurden 3.177 Stück gefertigt, 2.697 davon während des Ersten Weltkrieges.
Renault lieferte auch 144 Stück an die US-Armee in Frankreich. Daneben wurden Verträge geschlossen, 4.400 Stück in Lizenz in den Vereinigten Staaten durch Van Dorn Iron Works (Cleveland), Maxwell Motor Company (Dayton) und C. L. Best (Dayton) bauen zu lassen. Deren erste Exemplare wurde erst beginnend Oktober 1918 geliefert und daher nicht mehr im Ersten Weltkrieg eingesetzt.
Insgesamt wurden 952 Stück dieser als M1917 bezeichneten Lizenzbauten gefertigt.
Der erste Einsatz fand am 31. Mai 1918 bei Ploisy bei Soissons statt. Nach dem Scheitern der letzten deutschen Offensive an der Marne Mitte Juli 1918 spielte der nun in großem Umfang eingesetzte FT eine wichtige Rolle in der Gegenoffensive der französischen Truppen und der American Expeditionary Forces, beginnend am 18. Juli 1918 bei Villers-Cotterêts.
Die Schlacht bei Amiens (1918) – sie begann am 8. August 1918, dem Schwarzen Tag des Deutschen Heeres – leitete die alliierte Hunderttageoffensive ein.

### Zwischenkriegszeit
Nach dem Ende des Ersten Weltkriegs nutzte Frankreich den FT in seinen Kolonien. Viele Exemplare wurden exportiert, so dass viele Länder Osteuropas – insbesondere Polen  – sowie die belgischen Streitkräfte und die japanische Armee im Besitz von FTs waren. In einigen Ländern wurden die FTs im Laufe der Zeit modifiziert; vor allem wurde die Bewaffnung an Standards der jeweiligen Armee angepasst.
Im Polnisch-Sowjetischen Krieg (1920) wurde der Panzer auf polnischer Seite eingesetzt. Anders als der Erste Weltkrieg war dieser Konflikt ein Bewegungskrieg. Hier wirkte sich die geringe Geschwindigkeit des FT nachteilig aus, weshalb man den Transport auf der Eisenbahn forcierte.
Die jugoslawischen Streitkräfte kauften einige Renault FT aus Polen und 1930 weitere zehn modernisierte Renault-Kégresse für ihr 1. Bataljona Bornih Kola.
Für den Einsatz im südamerikanischen Chacokrieg zwischen Bolivien und Paraguay (1932–1935) fand eine Demonstration statt, der Panzer kam aber nicht ins Chaco-Gebiet.
In den 1930er-Jahren wurden 1.580 Panzer der französischen Armee als FT modifié 31 auf ein 7,5-mm-Reibel-Maschinengewehr umgerüstet. Weiterentwicklungen waren der NC 1 bzw. NC 27 und NC 2 bzw. NC 31, die aber nur in geringen Stückzahlen produziert wurden. Der Renault FT wurde in der französischen Armee später durch den Renault R-35 weitgehend ersetzt.
Die Schweiz kaufte 1921 zwei FT und 1939 drei weitere. Die niederländische Armee erwarb einen FT zu Testzwecken.

### Zweiter Weltkrieg

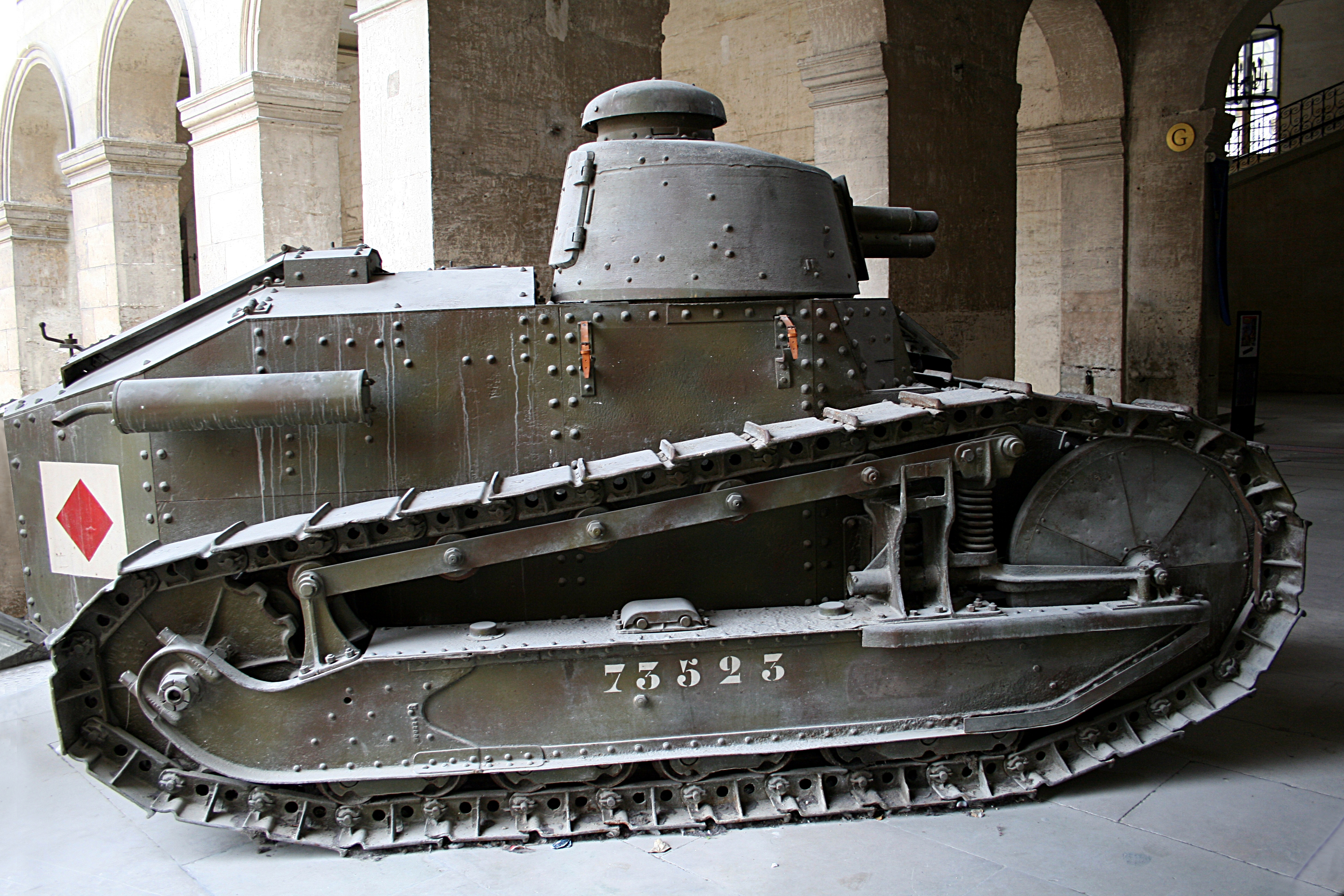
Ein FT im Armeemuseum Paris

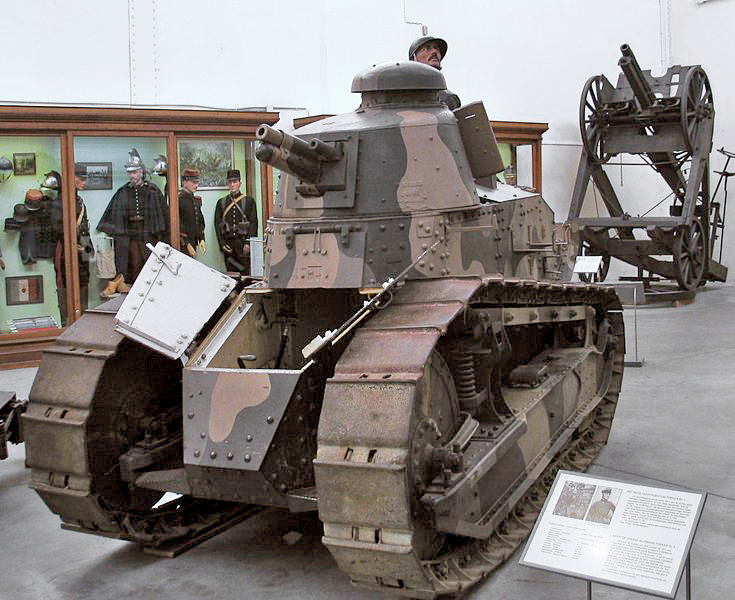
Ein FT im Armeemuseum Brüssel

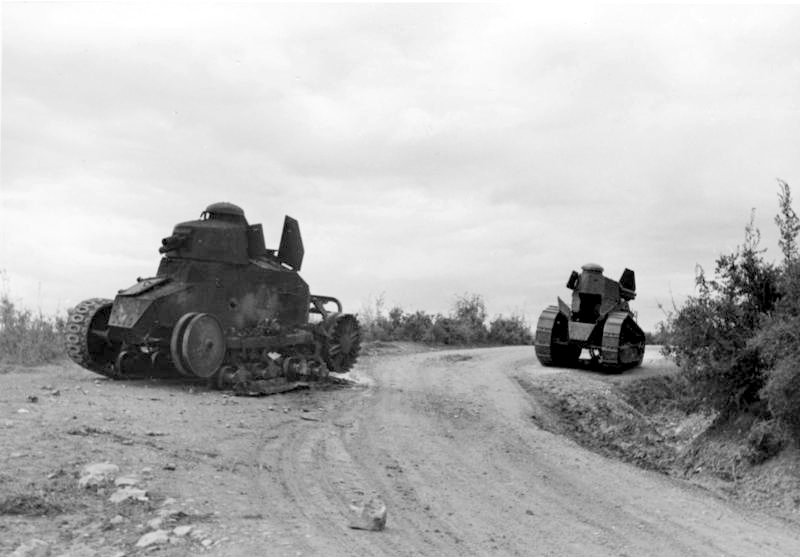
Zerstörte jugoslawische Panzer (Balkanfeldzug)

Zu Beginn des Zweiten Weltkriegs waren noch etwa 2.700 Exemplare bei der französischen Armee vorhanden, davon noch 534 bei Frontverbänden. Der Rest wurde in Ausbildungseinheiten genutzt oder war in Depots eingelagert. Sie waren im Kampfeinsatz den deutschen Panzern völlig unterlegen. Im Gegensatz zur französischen Armee hatte die belgische Armee alle ihre 75 FT-Panzer vor dem Zweiten Weltkrieg aus dem Fronteinsatz abgezogen, sie waren der Gendarmerie zur Territorialverteidigung unterstellt worden.
1940 erbeutete die Wehrmacht im Westfeldzug 1.704 Panzer. Nur rund 500 bis 600 Panzer wurden im Pariser Renault-Werk generalüberholt und wieder als Panzer eingesetzt. Sie wurden als Panzerkampfwagen FT 731 (h), Panzerkampfwagen 17 R 730 (f), Panzerkampfwagen 18 R 730 (f) oder Panzerkampfwagen RRu M 23-735 (r) bezeichnet.
Wehrmacht und Waffen-SS setzten die Panzer für Sicherungsaufgaben in besetzten Gebieten ein. Die Luftwaffe setzte 100 Panzer für die Sicherung von Fliegerhorsten ein, darunter auch einige belgische und den einzigen niederländischen FT. Die Wehrmacht setzte zudem zahlreiche FT-Türme von nicht instandgesetzten Panzern in Bunkeranlagen am Atlantikwall ein. Während des Afrikafeldzuges wurden FT-Türme auch in den Ringständen vor Tobruk verwendet.
Noch im April 1945 wurden drei FT der Fliegerhorstsicherung aus Rotenburg zum Kampf gegen sich nähernde britische Truppen ostwärts Verden in Marsch gesetzt. Sie wurden im Gefechtsstreifen der 7./Marine-Grenadier Regiment 5 in der Nähe von Südkampen von den Besatzungen einsatzfähig aufgegeben und von der A Company KRRC (King’s Royal Rifle Corps) erbeutet.

## Technik

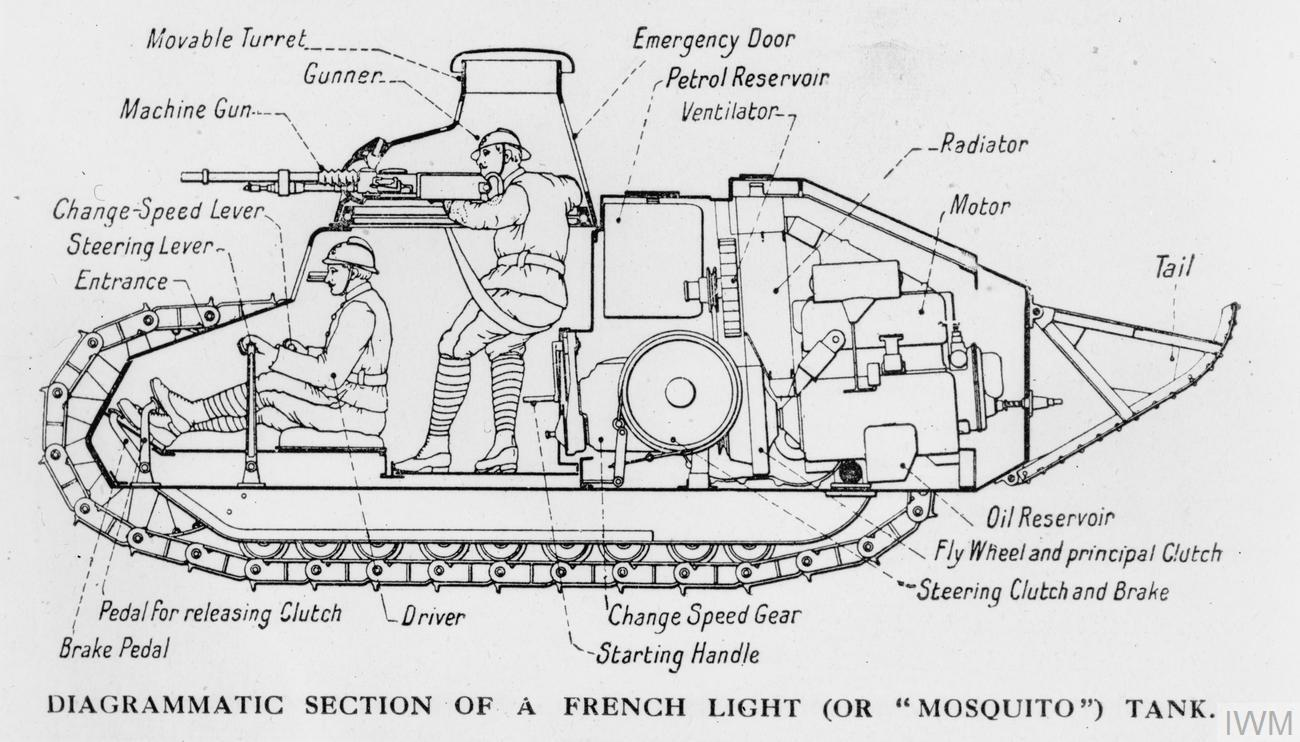
Schema

Der Renault FT bestand aus einer selbsttragenden Wanne mit einem mit Schrauben- und Blattfedern gefederten Kettenlaufwerk. Auf jeder Seite gab es hinten ein mittelgroßes Antriebsrad, vorne ein großes Führungsrad und dazwischen neun kleine Laufräder auf vier gefederten Drehgestellen. Das Führungsrad bestand aus Holz und war mit einem Stahlrand beschlagen. Die Kette rollte auf sechs Stützrollen zum Führungsrad. Sowohl die Wanne als auch der Geschützturm waren vernietet. Der Motor, das Getriebe und der 100 l fassende Kraftstofftank waren im Heck untergebracht. Der um 360° drehbare Turm saß davor auf der Wanne. Der Fahrer war vorn mittig untergebracht und erreichte seinen Platz durch eine beiderseits öffnende Luke auf der Vorderseite. Der Kommandant/Schütze im Turm hatte eine eigene Luke nach oben sowie eine im hinteren Teil des Turmes. Der Motor wurde durch eine Handkurbel am Heck gestartet. Die Geschwindigkeit in den einzelnen Gängen betrug bei 1500/ min des Motors wie folgt: 1. Gang 1,52 km/h im 2. Gang 3,08 km/h im 3. Gang 5,04 km/h und im 4. Gang 7,78 km/h.
Aufgrund des recht weit vorn angebrachten Turms war der Panzer kopflastig und blieb während der Erprobung in schwerem Gelände häufig kopfüber in Senken, Trichtern und Gräben stecken. Auch in sehr matschigem Gelände war die Kopflastigkeit von großem Nachteil; der Vorderwagen neigte dazu, sich einzugraben. Gegen dieses Manko wurde am Heck ein Ausleger in Höhe des Treibrades angebracht. Dieser etwa einen Meter lange Ausleger konnte dann soweit beschwert werden, dass sich ein überzeugendes Fahrverhalten einstellte; allerdings ging dies auf Kosten von Beschleunigung und Geschwindigkeit. Zum Transport konnte der Ausleger abgenommen werden.
Die Panzerung des FT war maximal 16 mm dick, horizontale Platte 8 mm und der Boden 6 mm. Der Turm war ebenfalls 16 mm dick gepanzert; nur der Berliet-Turm bot eine Panzerung von 22 mm.
Im Turm befanden sich zwei Öffnungen, um in Notfallsituationen im Nahkampf eine Pistole aus dem Fahrzeug heraus benutzen zu können.

## Varianten
- FT Char mitrailleur: Basisvariante, bewaffnet mit dem Maschinengewehr Hotchkiss M1914 mit 4800 Schuss
- FT Char canon: Basisvariante, bewaffnet mit einer Kurzrohrkanone Puteaux SA18 37 mm L/21 mit 237 Schuss Munition (200 Schuss Sprengmunition, 25 panzerbrechende Geschosse und 12 Schrapnellgeschosse)
- FT BS: Sturmgeschütz bewaffnet mit einem 75-mm-Geschütz Blockhaus-Schneider in der Kurzrohrvariante, wie sie auch in Galopin-Dreh-Versenktürmen Einsatz fand.
- FT TSF: Führungspanzer mit Funkgerät. TSF steht für télégraphie sans fil (übersetzt kabellose Telegrafie)
- FT modifié 31: Im Jahre 1931 auf ein 7,5-mm-Reibel-Maschinengewehr umgerüstete FT mit 3600 Schuss normaler und 450 Schuss panzerbrechender Munition
- Tank M1917: in den Vereinigten Staaten gefertigte Variante. 374 Fahrzeuge mit 37-mm-Kanone M1916, 526 mit Maschinengewehr Browning M1919 und 50 Führungspanzer[17]
- Fiat 3000: in Italien gefertigte Variante
- Russischer FT (Russki Reno): 15 Exemplare wurden 1919–1920 in Nischni Nowgorod (das damals Gorki hieß) im Sormowo-Werk (Krasnoje Sormowo) gebaut. In dem ohnehin beengten Turm wurde neben der 37-mm-Kanone noch ein Maschinengewehr untergebracht. Die Panzer hatten FIAT-Motoren.[18]
- Renault Kō-gata Sensha (jap. ルノー甲型戦車, dt. „Renault-Panzer Modell A“, da mit Otsu-gata (Modell B) der Renault NC 27 bezeichnet wurde): 13 französische FT-Panzer (acht mit Maschinengewehr, vier mit Kanonen), die im Jahre 1925 von Japan gekauft worden waren. 1926 wurden diese auf die japanische Bewaffnung 6,5-mm-Maschinengewehr Typ 3 bzw. Sogekiho 37-mm-Infanteriegeschütz umgestellt.[19]
- gepanzerte Draisine R: In Polen wurden 38 Stück für Eisenbahn-Draisinen umgerüstet. Die Panzer trieben die Draisine über ein neues Getriebe an; sie konnten innerhalb weniger Minuten abgekoppelt werden und sich konventionell auf Ketten bewegen. Auf der Draisine konnte der FT über 50 km/h erreichen.

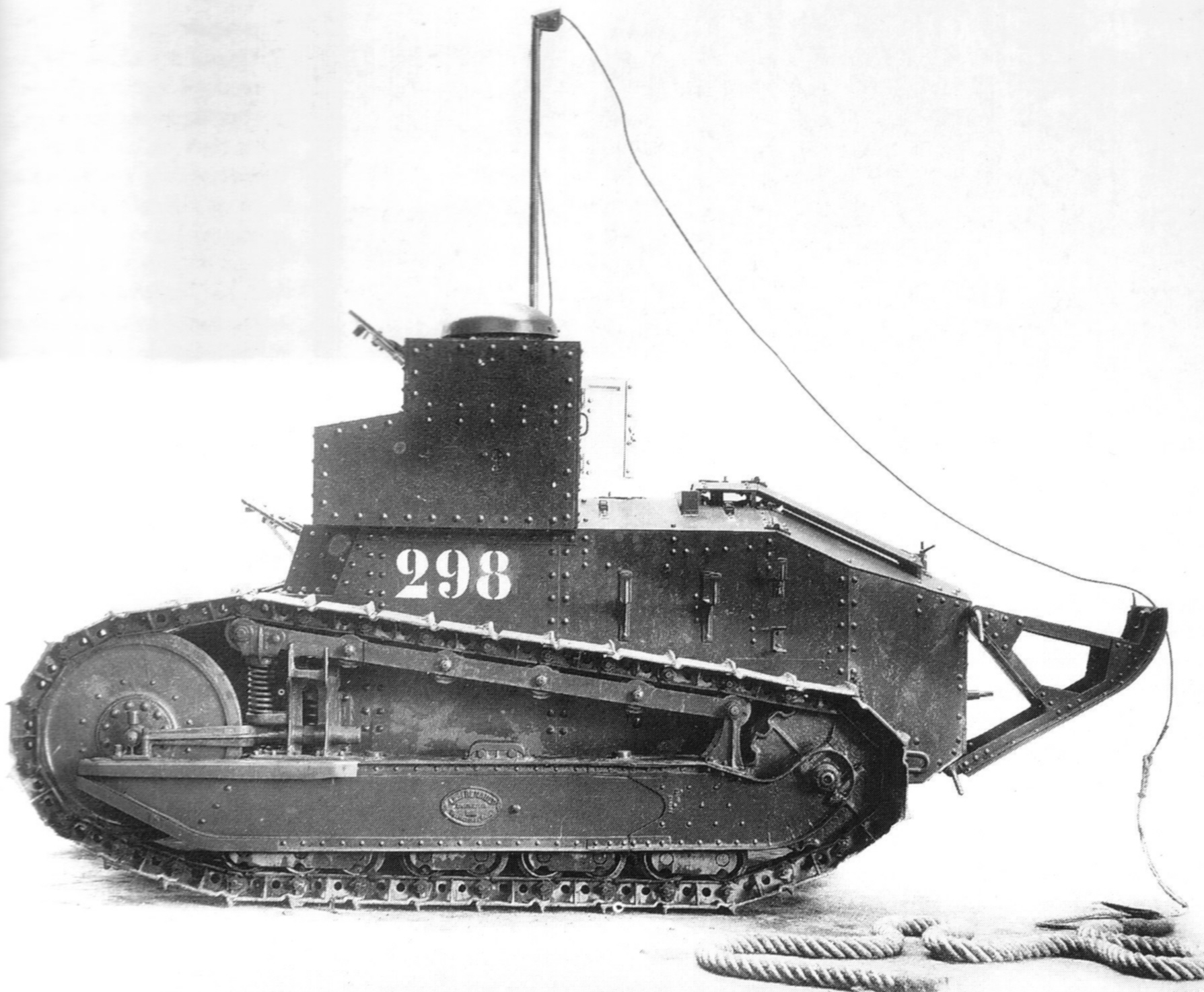
FT TSF
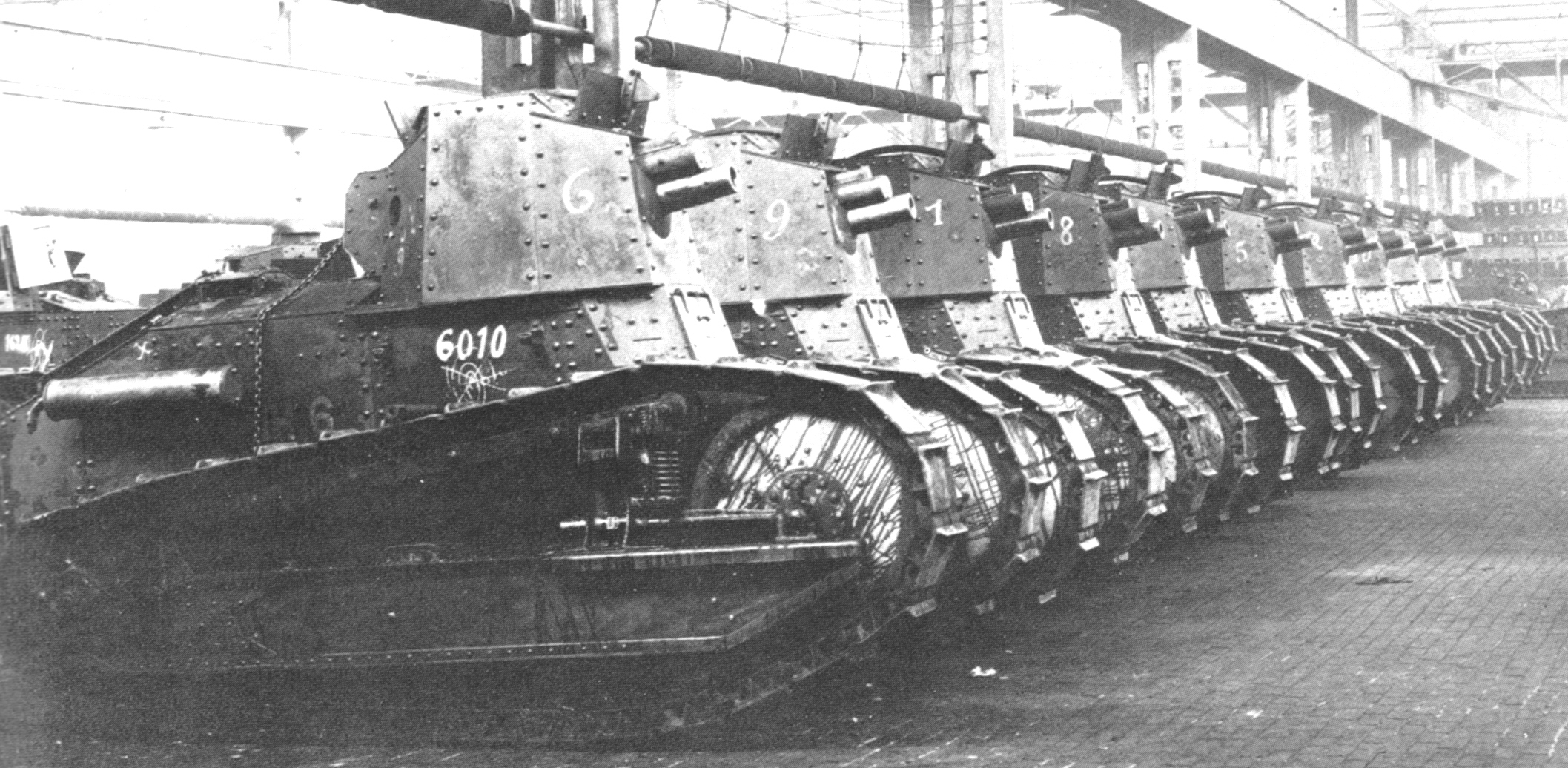
FT BS mit Berliet-Turm
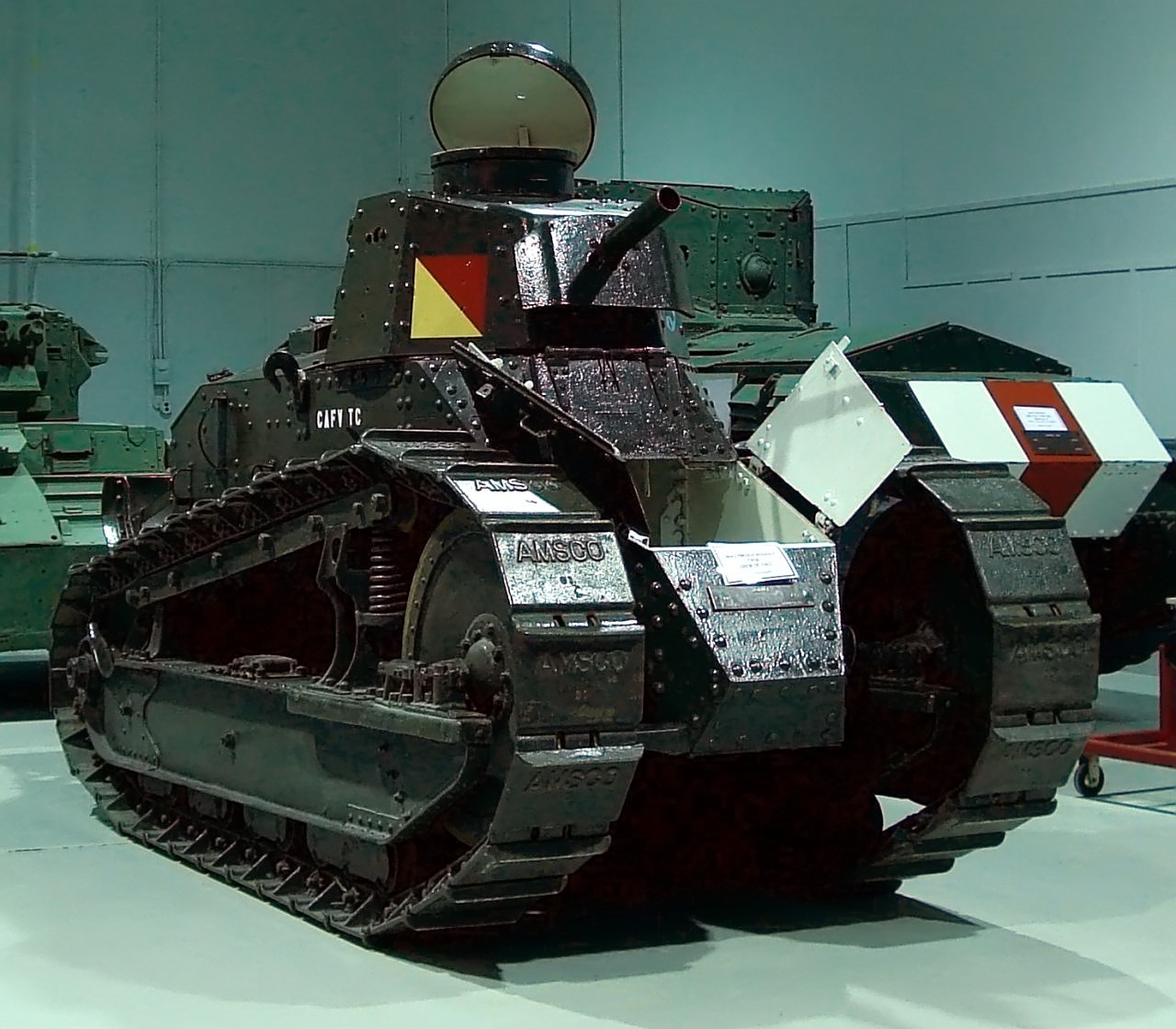
M1917
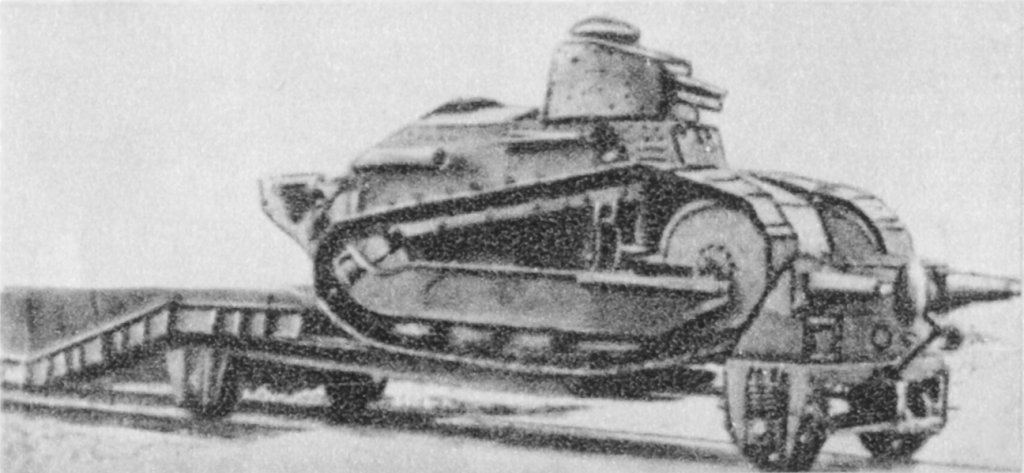
Gepanzerte Draisine R
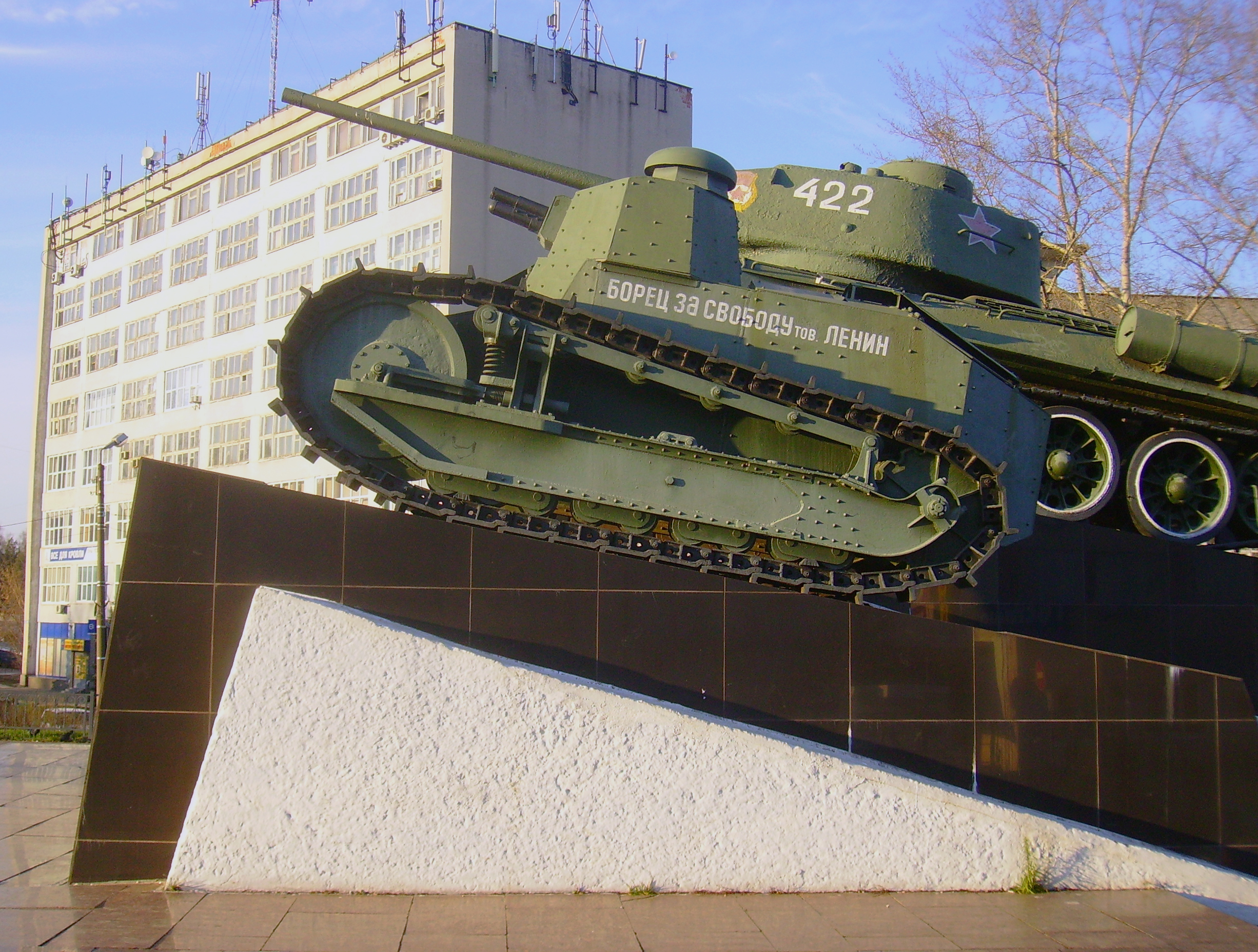
Russische Kopie des FT-17 (Denkmal in Nischni Nowgorod)

## Einsatzerfahrungen
Der FT wurde auf allen Kriegsschauplätzen als sehr wendiges und einsatztaugliches Kampffahrzeug beschrieben. Die Panzerung war zwar stark genug, um Gewehrprojektile nicht eindringen zu lassen, aber Splitter von der Innenseite der Panzerung konnten die Besatzung dennoch verletzen. Gegen Ende des Ersten Weltkriegs wurde deutscherseits die Panzerbüchse Tankgewehr M1918 entwickelt, mit der die Panzerung, vor allem direkt vor dem Fahrer, durchschlagen werden konnte.
Der FT war leicht genug, um mit den damaligen Lastkraftwagen bis zum Einsatzort transportiert zu werden. Renault bot zu diesem Zweck den Lastkraftwagen Typ FU an.

## Nutzerstaaten
Angesichts der enormen Stückzahlen, in denen das Fahrzeug für ein Gefechtsfahrzeug jener Zeit gebaut wurde, überrascht es nicht, dass in den Folgejahren diverse Nationen dieses Fahrzeug erhielten. Doch nur in einer begrenzten Zahl von Nationen wurde das Fahrzeug tatsächlich zum Einsatz gebracht und oft nur in geringer Stückzahl.
- Afghanistan – erhielt einige Fahrzeuge, 4 davon wurden noch 2003 von amerikanischen Soldaten vorgefunden
- Belgien – im Jahr 1919 wurden 54 Fahrzeuge gekauft, diese waren bis 1934 im militärischen Einsatz und wurden dann an die belgische Gendarmerie gegeben, verschrottet nach dem Zweiten Weltkrieg
- Brasilien – 12 als Carros de assalto (6 mit 37 mm Kanone, 5 mit 7 mm Hotchkiss-MG und ein TSF) wurden 1921 gekauft; weitere 28 kamen später hinzu und wurden bis etwa 1938 eingesetzt, danach bis 1942 zu Ausbildungszwecken aufgebraucht
- China – etwa 20 Fahrzeuge an die Fengtian, welche später von der Nordost-Armee verwendet wurden
- Kroatien – 12 ehemals jugoslawische Fahrzeuge wurden von der Ustascha-Miliz und weitere 12 von Kroatischen Heimwehr gegen Partisanen eingesetzt
- Tschechoslowakei – 7 Panzer wurden zwischen 1921 und 1923 gekauft und waren bis 1933 im Einsatz
- Estland – es wurden im Jahr 1924 vier Fahrzeuge mit 37 mm Kanone und 8 mit MG-Bewaffnung erworben, die dann bis 1940 verwendet wurden
- Finnland – im Jahr 1919 wurden 34 Fahrzeuge erworben, während des Winterkriegs teils als Bunker verwendet
- Frankreich – teils bis zum Beginn des Zweiten Weltkrieges bei den Einheiten
- Deutsches Reich - erbeutete Fahrzeuge diverser Nationen, eingesetzt in beiden Weltkriegen
- Großbritannien – es wurden während des Ersten Weltkrieges 24 Fahrzeuge überlassen, die für Befehls- und Aufklärungsaufgaben verwendet wurden; bei Kriegsende zurückgegeben
- Iran – umstrittene Lieferung aus Frankreich im Jahr 1924
- Japan – es wurden 13 Panzer geliefert, welche gemeinsam mit den Renault NC1 ab 1932 in der Mandschurei eingesetzt waren
- Jugoslawien – vor 1930 einige Renault FT aus Polen
- Italien – es wurden 1919 sieben Fahrzeuge geliefert, danach begann der Nachbau als Fiat 3000
- Litauen – im Jahr 1923 wurden 12 Fahrzeuge mit MG-Bewaffnung (MAXIM) erworben
- Kaiserreich Mandschu – ehemals chinesische Fahrzeuge und weitere von den Japanern gelieferte Fahrzeuge
- Niederlande – ein Erprobungsfahrzeug mit Schwarzlose-MG nachgewiesen
- Philippinen – ein Einzelfahrzeug zwischen 1936 und 1940
- Polen – verfügte 1939 noch über 102 Renault FT
- Rumänien – 74 bis 76 Fahrzeuge (40 mit 37 mm Kanone) wurden 1919 gekauft und für das Regiment 1 Care de Lupta verwendet; im Zweiten Weltkrieg bei einem Sicherungsbataillon
- Russland – einige Fahrzeuge bei den Weißrussischen Streitkräften, als „Russki Reno“ auch im zaristischen Russland produziert
- Sowjetunion – aus russischem Bestand
- Spanien – 18 Fahrzeuge zwischen 1919 und 1925 aus Frankreich; nach Beginn des Bürgerkrieges weitere 48 aus Frankreich und Polen für die Republik
- Schweden – ein Erprobungsfahrzeug gekauft 1923
- Schweiz – im Jahr 1921 zwei Fahrzeuge und drei weitere 1939 für die Ausbildung von Infanterie zur Panzerbekämpfung
- Türkei – eine Kompanie Fahrzeuge entweder 1921 oder 1928 von Frankreich geliefert
- Vereinigte Staaten – Aufbau eigener Produktion ab 1918 (950 Fahrzeuge) und als „6-ton-tank“ bei der Armee verwendet

## Bezeichnung

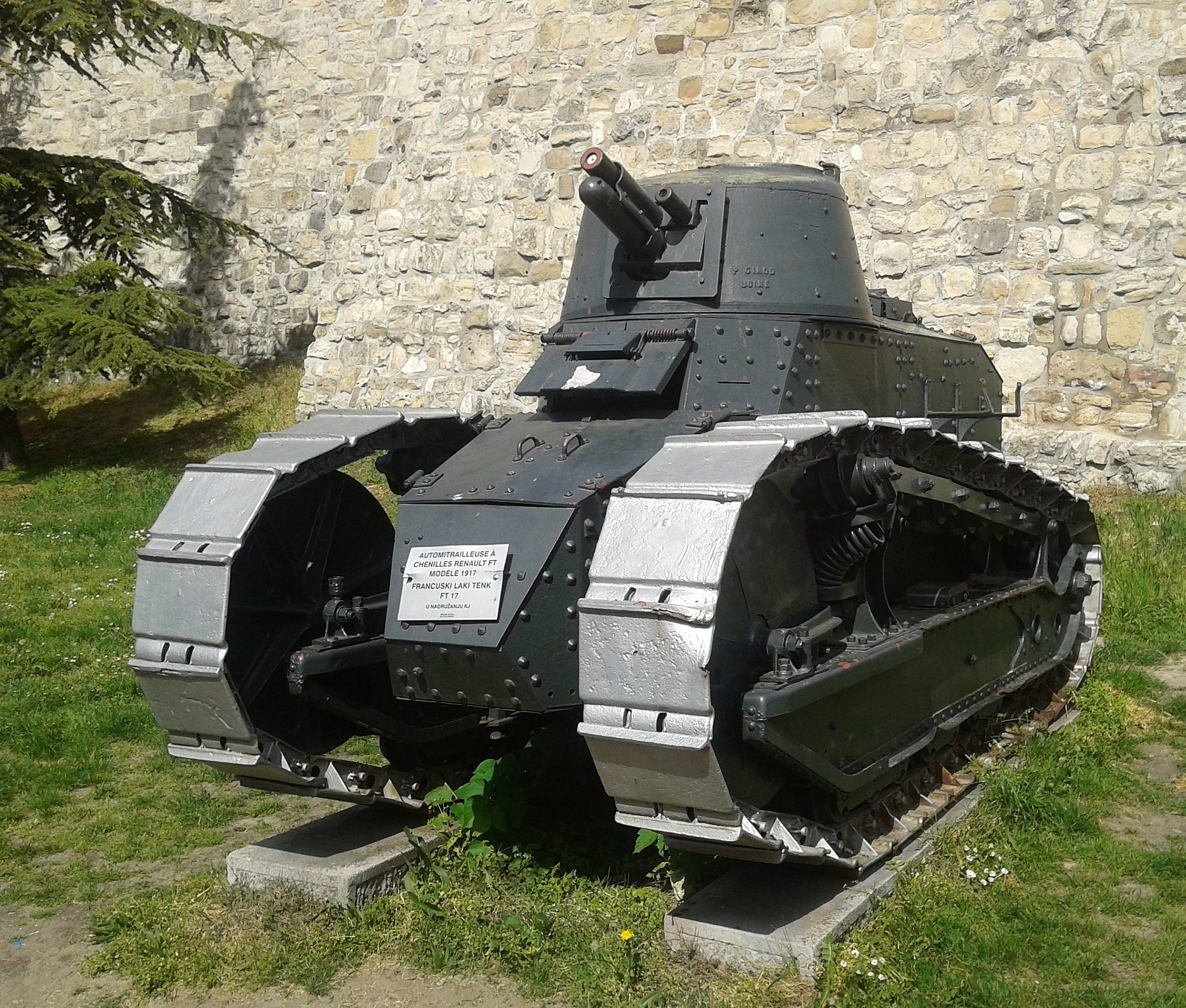
FT im Militärmuseum Belgrad

Die gebräuchlichste Bezeichnung ist FT-17, die Zahl 17 verweist auf das Modelljahr 1917. FT ist eine Renault-spezifische Codierung, wie sie für Fahrzeuge dieser Zeit verwendet wurde. Neuentwicklungen wurden chronologisch zunächst mit den Buchstaben A bis Z, danach mit den Buchstabenfolgen AA, AB, … ZZ und schließlich AAA usw. bezeichnet. So war der AG ein Personenkraftwagen aus dem Jahr 1905, der in den 1920er Jahren gebaute NK hingegen ein Eisenbahn-Triebwagen. Bezeichnungen wie AG, FT oder NK haben daher keinen direkten Bezug zum Fahrzeugtyp. Sie resultieren lediglich aus dem ersten Baujahr und ermöglichen Rückschlüsse auf die zeitliche Reihenfolge.
Manchmal wird der Code FT als Abkürzung für „Faible Tonnage“ (geringes Gewicht) angegeben, was aber falsch ist. Renault bezeichnete den Panzer in dem dazugehörigen Betriebshandbuch als Char d’assaut 18 Chevaux/HP für Kampfpanzer 18 Pferdestärken. Eine manchmal verwendete Bezeichnung FT-18 für eine angebliche spätere Version ist nicht offiziell bestätigt.

## Verbliebene Fahrzeuge
Etwa 40 erhaltene Fahrzeuge verschiedener Varianten sind weltweit zu finden, unter anderem im Panzermuseum Bovington, im Musée des Blindés und im Panzermuseum Thun. Dieser Schweizer Panzer wurde bis 2009 vollständig innen und außen restauriert und ist eines der wenigen fahrbereiten Exemplare. Ein weiteres Modell ist im
Kriegs- und Widerstandsmuseum in Overloon (Niederlande) ausgestellt (siehe Bild oben).
Zwei weitere Exemplare wurden 2003 auf einem Schrottplatz in Kabul entdeckt und in die USA transportiert, um dort restauriert zu werden, ein kriegsbeschädigter FT ist im National World War I Museum in Kansas City (Missouri) ausgestellt. Ein FT befindet sich in der Wehrtechnischen Studiensammlung Koblenz.
In dem (weder Original noch an Originalstelle aufgebauten) Grabensystem bei Barst (an der Maginot-Linie) wurde ein FT-Panzer als ortsfestes MG-Nest eingegraben.